# Distretto di Zhongshan (Taipei)
Il distretto di Zhongshan (中山區T, Zhōngshān QūP) è un distretto di Taipei. Ha una superficie di 13,68 km² e una popolazione di 227.477 abitanti al 2013.